# バラ焼き

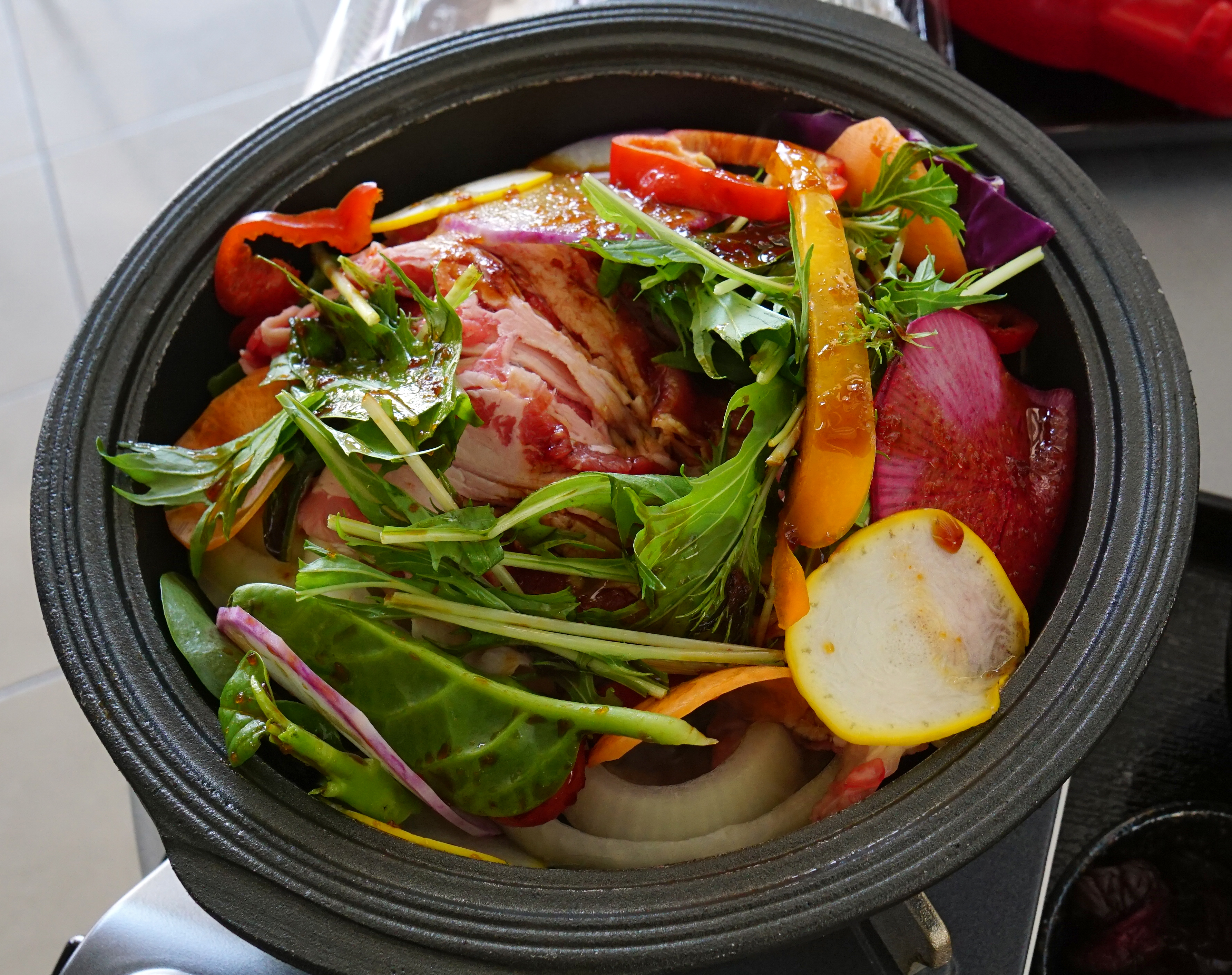
バラ焼き。三沢市にて。

バラ焼き（バラやき）とは、約60年前の青森県三沢市を発祥とし、十和田市などの南部地方へと広まったとされるご当地グルメ。

## 概要
大量のタマネギとバラ肉を醤油ベースの甘辛いタレでからめ、鉄板で焼き締め（水分がなくなるまで炒める事を言う）て食べる料理である。2010年1月の時点で、十和田バラ焼き提供店では90％程の店が牛バラ焼きを提供している。牛バラ肉の外「豚」・「馬」・「羊」のバラ焼きを提供している店も存在する。
三沢市の米軍三沢基地近くにある食堂『赤のれん』がバラ焼き発祥の店であり、現在も"バラ焼き発祥の店"と看板に掲げ、営業を続けている。
ただし発祥に関しては、関西では牛バラ肉、関東では豚バラ肉を主に戦前から食べていたことから、何をもってバラ焼きの定義とするかによって諸説がある。
十和田バラ焼きゼミナールの調査（2017年現在）では、十和田市内でバラ焼きを提供している店舗が約80店舗強である。

## 地域おこし
全国に存在するご当地グルメ同様、多くのバラ焼き提供店が存在する十和田市では、「十和田バラ焼き」をまちおこし目的のご当地グルメ･B級グルメと位置づけ、商工関係者らと協力し県内外へのPR活動を行っている。
- 2008年（平成20年）
  - 電源地域振興センターによる綿密なマーケティング調査を経て、12月14日に「十和田バラ焼き博覧会」（主催：十和田商工会議所青年部、前・会長：樋口大、会場：十和田市中央商店街）を開催。市内17店舗のバラ焼き提供店協力の下、2,000食を無料提供し、ニーズを調査した。
  - 12月17日 - 十和田バラ焼きゼミナール発足。

- 2009年（平成21年）
  - 1月18日 - 市民と連携したバラ焼きによる地域おこし支援をマニフェストに掲げた小山田久が十和田市長に当選[4]。
  - 3月7日 - 「十和田バラ焼きの集い」（場所：十和田市中央公民館）開催。
  - 3月9日 - 「十和田バラ焼きマップ（暫定版）」作成。
  - 3月26日 - 十和田バラ焼きゼミナール総会開催。
  - 5月11日 - 「地元の玉ねぎで十和田バラ焼きを食べ隊（た～い）」と銘打ち、十和田バラ焼きゼミナールが十和田市立高清水小学校の全児童とタマネギの苗（8,000本）植え体験やバラ焼きの学習会を開催（協力：十和田おいらせ農業協同組合）。
  - 7月10日 - 十和田市内でバラ焼きを提供している飲食店によって十和田バラ焼き店主会が結成された。
  - 8月18日 - 十和田バラ焼きゼミナールが転勤奥様教室（場所：十和田市南公民館）でバラ焼き講習会開催。
  - 9月2日 - 「元気モリモリ奥入瀬ガーリックポークでバラ焼きが食べた～い」「B－1グランプリin横手　エキシビション参戦　壮行式」と銘打ち、十和田バラ焼きゼミナールが十和田市立高清水小学校でバラ焼きを振る舞い、そのお礼に全児童と先生らが壮行式を行った（協力：十和田おいらせ農業協同組合）[注 2]。
  - 9月10日 - 愛Bリーグ加盟団体有志10団体が立ち上げた東北Let's飯同盟(とうほくれっぱんどうめい)」に十和田バラ焼きゼミナールが加盟。
  - 9月21日 - B級ご当地グルメの祭典B-1グランプリ in YOKOTE（本選：9月19日･20日）のエキシビションに十和田バラ焼きゼミナールが準会員として参戦し、2時間半で1,000食を完売した。
  - 11月24日 - 「2009年版十和田バラ焼きマップ完成記念『バラ焼きラリー』」（主催：十和田商工会議所青年部／共催：ベルバラ会[十和田バラ焼き店主会]）開催。一般応募の25組100名が、指定された2店舗のバラ焼き提供店でそれぞれ2人前を試食し、アンケートに答えるイベント。
  - 12月5日～12月6日 - 八戸市八食センターで行われた『東北B-1グランプリ』に十和田バラ焼きゼミナールが出展、箸の票数多数により優勝。

- 2010年（平成22年）
  - 9月18日～9月19日 - 神奈川県厚木市で行われた『B-1グランプリ in厚木』に十和田バラ焼きゼミナールが本大会初出場として出展、8位入賞[5]。
  - 10月23日～10月24日 - 秋田県横手市で行われた『北海道・東北B-1グランプリ in横手』に十和田バラ焼きゼミナールが出展、前回に続き、箸の票数多数により優勝[6]。

- 2011年（平成23年）
  - 2月9日 - 十和田商工会議所が2010年10月1日付けで『バラ焼き』を商標登録したことが発覚[7]、発祥自体は同県三沢市であることから現在三沢市との間で対立が起きている。

- 2014年（平成26年）
  - 10月18日～10月19日 - 福島県郡山市で行われた『B-1グランプリ in郡山』で十和田バラ焼きゼミナールがゴールドグランプリ。

- 2015年（平成27年）
  - 10月3日～10月4日 - 青森県十和田市で行われた『B-1グランプリ in十和田』で殿堂入り団体（ゴールドグランプリ受賞団体）として出展。

- 2016年（平成28年）
  - 12月3日～12月4日 - 東京都お台場で行われた『B-1グランプリ スペシャル』で青森県十和田市として出展。7位入賞。

## イベント
十和田バラ焼きゼミナールが出展したイベント。
| 開催年              | 月日                                                     | イベント名                                                  | 主催                            | 開催場所                  |
| ------------------- | -------------------------------------------------------- | ----------------------------------------------------------- | ------------------------------- | ------------------------- |
| 2008年 （平成20年） | 12月14日                                                 | 「十和田バラ焼き博覧会」                                    | 十和田商工会議所青年部          | 青森県十和田市･中央商店街 |
| 2009年 （平成21年） |                                                          |                                                             |                                 |                           |
| 2月14･15日          | 「まちおこしバトルIN黒石」                               | やきそばのまち黒石会／ 黒石商工会議所                       | 青森県黒石市                    |                           |
| 5月3日              | 「太秦ウォーク」                                         | ―――                                                         | 青森県十和田市・太秦塚          |                           |
| 6月6･7日            | 「北東北Ｂ級グルメまつり」（アカシア祭り内）             | 「アカシアまつり記念フォーラム」実行委員会                  | 秋田県小阪町･中央公園           |                           |
| 6月13日             | 「第12回青森・八戸味めぐり」                             | ―――                                                         | 岩手県盛岡市･アネックスカワトク |                           |
| 7月26日             | 「ダム湖ふれあいデー 県内B級グルメ大集合！！イン虹の湖」 | 黒石クリエート21実行委員会／ 浅瀬石川ダム管理所             | 青森県黒石市･道の駅虹の瑚公園   |                           |
| 9月21日             | 「B-1グランプリ エキシビション」                         | 愛Bリーグ                                                   | 秋田県横手市･秋田ふるさと村     |                           |
| 9月27日             | 第2回青森ご当地グルメinむつ                              | むつ商工会議所                                              | 青森県むつ市・来さまい館        |                           |
| 10月10･11日         | 青い森鉄道「青森開業プレイベント」                       | 青い森鉄道                                                  | 青森県三沢市･古牧温泉青森屋     |                           |
| 12月5・6日          | 「東北B-1グランプリ」 【優勝】                           | 愛Bリーグ北海道東北支部／ 東北B-1グランプリin八戸実行委員会 | 青森県八戸市・八食センター      |                           |
| 2010年 （平成22年） |                                                          |                                                             |                                 |                           |
| 9月18･19日          | 「B-1グランプリ in厚木」 【8位】                         | 愛Bリーグ／ B-1グランプリin厚木実行委員会                   | 神奈川県厚木市                  |                           |
| 10月23･24日         | 「北海道・東北B-1グランプリ in横手」 【優勝】            | 愛Bリーグ／ 北海道・東北B-1グランプリ in横手実行委員会      | 秋田県横手市                    |                           |

## バラ焼きの商品化
十和田バラ焼きゼミナール監修の下、あくまでも十和田市にバラ焼きを食べに来てもらうことを目的として「たれ」や「弁当」などが商品化されている。
「十和田バラ焼きのタレ」
醤油、味醂、にんにく、白胡麻、生姜などを独自にブレンド。十和田バラ焼きを家庭で楽しむために開発されたタレ。十和田市内の道の駅（道の駅とわだ、奥入瀬ロマンパーク）と十和田商工会議所の3ヶ所で販売している（2009年11月現在）。
コンビニの「バラ焼き弁当」
- サークルKサンクス

2009年（平成21年）9月15日から28日まで、青森県内限定で「バラ焼き定食」を商品化し発売。続いて10月22日から11月4日まで、日本全国のサークルKサンクス（約6,200店）で「バラ焼き弁当」を発売した。
- ローソン

2009年（平成21年）10月27日から11月9日まで、店内で働くクルー発案の弁当として商品化、東北地区代表･東北エリア限定発売（786店）で「バラ焼き弁当」（7万食限定）を発売した。
「ゴトウチぐるめ元気食堂」（ららぽーと新三郷2階フードコート）
2009年（平成21年）9月17日オープンのららぽーと新三郷2階フードコート内「ゴトウチぐるめ元気食堂」にて、十和田バラ焼きを展開。同時展開のメニューは、黒石つゆ焼きそば。4ヶ月間の期間限定。ゴトウチぐるめ元気食堂は、B-1グランプリの愛Bリーグがプロデュースした。
バラ焼き発祥の地、三沢市発の企画としても商品化されている。
「バラ焼きドッグ」
- サークルKサンクス

2009年（平成21年）6月23日から7月6日まで、青森県（172店舗）と岩手県（8店舗）限定で「バラ焼きドッグ」を発売。